# Alticorpus mentale
Alticorpus mentale är en fiskart som beskrevs av Stauffer och Mckaye, 1988. Alticorpus mentale ingår i släktet Alticorpus och familjen Cichlidae. IUCN kategoriserar arten globalt som livskraftig. Inga underarter finns listade i Catalogue of Life.